# FK Palanga
Az FK Palanga egy litván labdarúgóklub, melynek székhelye Palangában található. 

## Története
A klubot 2010-ben alapították. 2011-ben a harmadosztályban indultak,a mit meg is nyertek még ugyanabban az évben. 2012-ben a második vonalban kezdték el a küzdelmeket. A másodosztályban (I Lyga) eltöltött idényeik közül az első háromban a tabella hátsó felében végeztek, de ezt követően folyamatosan előrébb zárták a pontvadászatokat. 2015-ben az 5., 2016-ban a 2. helyen végeztek, 2017-ben pedig megnyerték a bajnokságot és történetük során először feljutottak az első osztályba (A Lyga). A 2018-as szezon megváltoztatták a csapat címerét, melyben az 1957-es dátum szerepel, ugyanis ekkor alapították az első labdarúgócsapatot Palangában Nemunas néven.

## Litván bajnokság
| Szezon | Szint | Līga                 | Helyezés | web    |
| ------ | ----- | -------------------- | -------- | ------ |
| 2011   | 3.    | Antra lyga (Vakarai) | 1.       | [ 1 ]  |
| 2012   | 2.    | Pirma lyga           | 8.       | [ 2 ]  |
| 2013   | 2.    | Pirma lyga           | 12.      | [ 3 ]  |
| 2014   | 2.    | Pirma lyga           | 12.      | [ 4 ]  |
| 2015   | 2.    | Pirma lyga           | 5.       | [ 5 ]  |
| 2016   | 2.    | Pirma lyga           | 2.       | [ 6 ]  |
| 2017   | 2.    | Pirma lyga           | 1.       | [ 7 ]  |
| 2018   | 1.    | A lyga               | 7.       | [ 8 ]  |
| 2019.  | 1.    | A lyga               | 7.       | [ 9 ]  |
| 2020   | x.    | x.                   | x.       | [ 10 ] |

## Sikerlista
- Litván másodosztály
  - Győztes (1): 2017
  - 2. helyezett (1): 2016

## Edzők
- Valdas Trakys (2014–2018)
- Artiom Gorlov (2019) [11]
- Viačeslav Geraščenko (2019)[12]